# Astroquímica

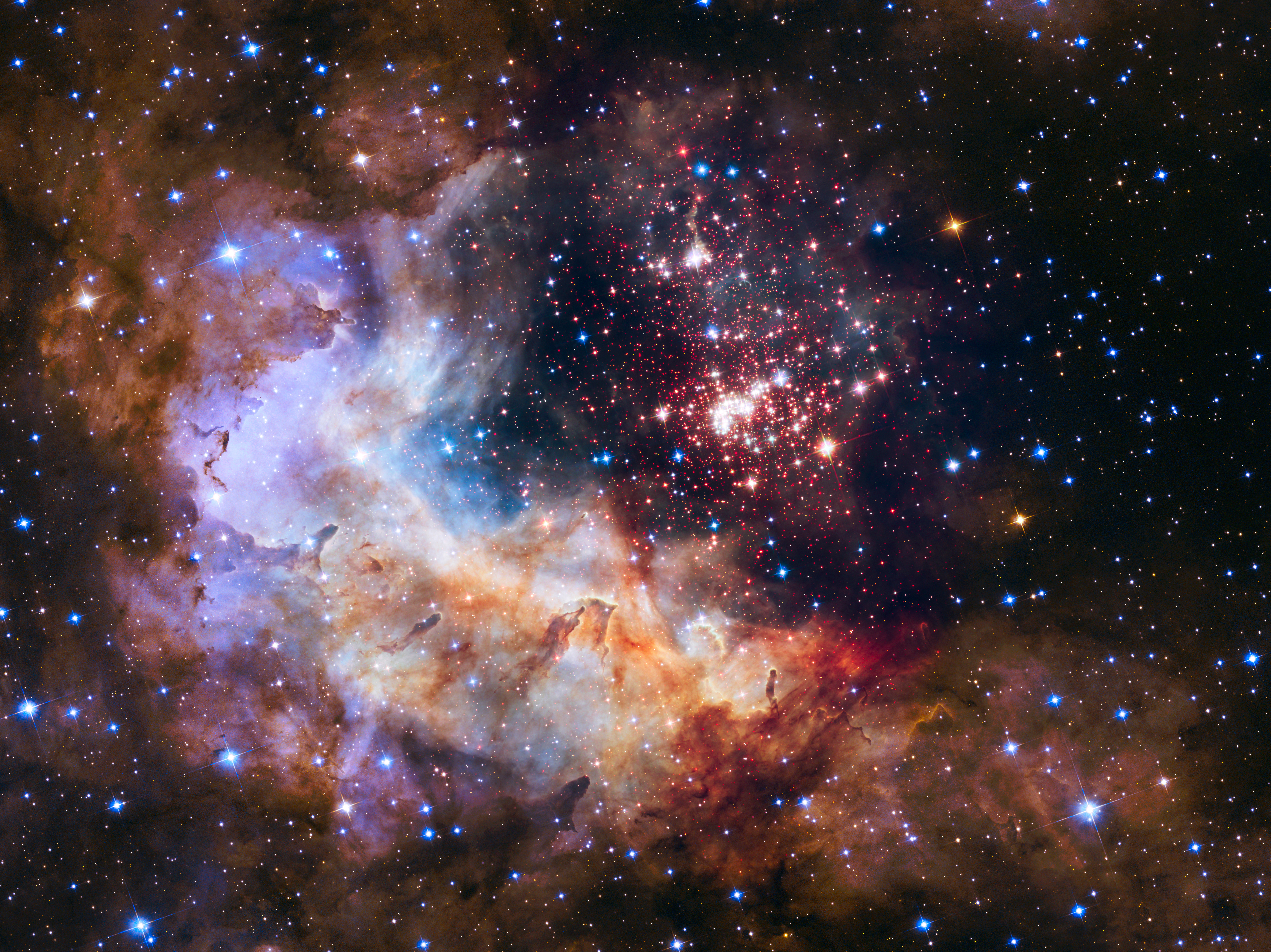
Aglomerado globular Westerlund 2 com cerca de 3000 estrelas que se formaram do gás e da poeira interestelar.

Astroquímica é um ramo da astronomia e da química, sendo um ramo interdisciplinar, que estuda a evolução química do universo. Nessa área são estudados a abundância, mecanismo de formação e reações de elementos e moléculas no universo e sua interação com a radiação.
A palavra "astroquímica" pode ser aplicada aos estudos do Sistema Solar e ao meio interestelar. O estudo da abundância de elementos e proporções de isótopos em objetos do Sistema Solar, como meteoritos, também é chamado cosmoquímica, enquanto o estudo de átomos interestelares e moléculas e sua interação com radiação é às vezes chamado de astrofísica molecular. A formação, composição atômica e química, evolução e destino das nuvens de gás molecular é de especial interesse, porque é a partir dessas nuvens que os sistemas solares se formam.
A astroquímica pode ser dividida em três áreas:
- Astroquímica observacional: identifica moléculas por meio de seus comprimentos de ondas de rádio e infravermelho.[1]

- Astroquímica teórica: desenvolve modelos explicativos utilizando química ou físico-química acerca das análises da astronomia observacional.[1]

- Astroquímica experimental: verifica, por meio de experiências laboratoriais, de questões sobre a ocorrência, a constituição e a sobrevida de moléculas em determinados meios.

## Histórico
A astroquímica desenvolveu-se ao longo do tempo juntamente com a evolução da astronomia. Pode-se dizer que foi em 1666, quando o astrônomo italiano Giovanni Cassini, identificou uma diferença de cor entre a superfície e as calotas polares de Marte, que a astroquímica nasceu, pela necessidade de se determinar a composição dos planetas.
Ainda assim, durante muitos anos, a composição interestelar era desconhecida. A astronomia óptica apenas revelava a presença de estrelas, galáxias e nebulosas. A astroquímica dependeu do desenvolvimento de outras áreas como a astrofísica, a invenção de novas técnicas de análise e espectroscopia. Houve grandes avanços com o desenvolvimento da radioastronomia na década de 1950, que permitiu a identificação de organismos que emitem radiação fora do espectro visível. Pode-se mencionar outros campos em desenvolvimento como astrobiologia e genética, que desde a segunda metade do século XX revolucionou a forma de responder às perguntas mais básicas sobre vida e natureza.
A seguir alguns marcos importantes para a astroquímica:
- O estudo da composição de nebulosas por William Herschel (1802);

- A demonstração de não solidez dos anéis de Saturno por Édouard Roche (1848);

- A interpretação das linhas escuras no espectro solar por Gustav Kirchhoff (1859);

- Verificação da natureza de algumas nebulosas gasosas por William Huggins, mostrando que o universo é composto de elementos comuns a Terra (1864);

- A invenção da espectroheliógrafo (1891);
- Henry Russell publicou sua teoria da evolução estelar (1913);
- Melvin Slipher detectar um desvio para o vermelho no espectro das galáxias (1920);
- Robert Goddard desenvolve seu primeiro foguete à combustível (1926);

- Dióxido de carbono é detectado na atmosfera de Vénus (1932);
- São gravados por radares o eco da Lua (1946);
- Detecção de moléculas pré-bióticas, como a água, amônia (amoníaco) e metanol (1960-presente).

## Astroquímica observacional
Em astroquímica observacional utilizam-se telescópios, ⁣espectroscópios e interferômetros. Este último é constituído por conjuntos de receptores (telescópios ou radares) usados para se obter alta captura de dados resolução.
Hoje descobriu-se uma enorme quantidade de fenômenos e informações coletadas de muitos partes do universo através desses instrumentos. Sabe-se, por exemplo, que a matéria luminosa (ou visível por telescópios e radar) é composta principalmente de 6 elementos: hidrogênio, hélio, oxigênio, carbono, néon e azoto, em ordem de abundância. Eles vão do lítio ao ferro, formados a partir de reações termonucleares nos núcleos de estrelas e espalhando-se pelo meio interestelar por supernovas. Já os elementos mais pesados são formados a partir do cobalto, e seguem até o urânio, encontrado apenas em sistemas planetários específicos, como o nosso sistema solar.

## Astroquímica teórica
Baseando-se em observações, modelos são desenvolvidos na tentativa de se descrever diferentes cenários químicos ou físico-químicos, como a evolução química de uma nuvem molecular em função das abundâncias atômicas iniciais do tempo ou as principais reações químicas em certa altitude dentro da atmosfera de um planeta.
Essas questões são estudadas teoricamente dentro da subárea da astroquímica teórica. O principal desafio desses modelos é compreender como complexas reações químicas ocorrem na superfície de grãos de poeira, no meio interestelar, onde estão em baixa densidade e pressão.

## Astroquímica experimental
Na astroquímica experimental os experimentos podem ser divididos em dois grupos:
- Experimentos na fase gasosa: "(…) são simulados, por exemplo, a componente gasosa do meio interestelar, atmosfera de planetas, comas cometárias e outros ambientes astrofísicos que contenham espécies químicas na fase gasosa."[4]

- Experimentos na fase condensada (gelos astrofísicos): "(…) investigam-se cenários que estão baixas temperaturas, muitas vezes da ordem de algumas dezenas de Kelvins, como grãos de poeira interestelar/circunstelar, grãos de poeira em discos proto-planetários. Também são investigadas as superfícies congeladas de planetas/luas/asteroides, cometas, aerossóis em suspensão em atmosferas planetárias/lunares, etc."[4]

"Em geral, as investigações tentam simular as características físico-químicas dos ambientes em questão. Em alguns casos a análise dos dados experimentais pode ser comparada diretamente com dados de telescópios, mas, na maior parte das vezes, não existe uma comparação direta. Os experimentos fornecem vínculos importantes para construção de modelos químicos e físico-químicos dos ambientes, bem como para a compreensão da evolução química dos mesmos."